# Schiffneriolejeunea fragilis
Schiffneriolejeunea fragilis là một loài Rêu trong họ Lejeuneaceae. Loài này được Gradst. & E.W. Jones mô tả khoa học đầu tiên năm 1982.